# Alex Otterlei
Alex Otterlei (Anvers, 17 septembre 1968) est un compositeur belge qui écrit pour orchestre, orchestre d'harmonie et d'autres ensembles, de la musique évocatrice et souvent très cinématographique. Parallèlement, Otterlei a créé de la musique et des effets sonores pour le théâtre, les courts-métrages, des jeux vidéo, des jeux de rôle et des installations artistiques. Sa musique est diffusée sur plusieurs albums.

## Biographie
Dans les années 1990, Alex Otterlei commence à écrire des bandes originales de jeux de rôle, entraînant bandes originales populaires telles que Battlethemes, Arthur et Où le Mal se cache.
Sa bande-son orchestrale, inspirée de Cthulhu Terreur sur l'Orient Express possède une renommée internationale.[réf. nécessaire]
Entre 2003 et 2010, Alex Otterlei compose la musique ou des effets sonores pour différents jeux vidéo notamment la
série primée Contes du Singe.
À partir de 2009, Otterlei commence aussi à écrire de la musique pour orchestre, orchestre d'harmonie et d'autres formations.
Bien que considérée comme essentiellement autodidacte, Otterlei a été plus tard encadré par Hans Lamal et l'éminent compositeur Luc van Hove.

## Récompenses
- 2011 : Prix de la meilleure bande-son pour le court-métrage « Darkness », de Kevin Lauryssen au Ciné Festival Public[3]
- 2006 : Prix Gouden Klaproos pour les réalisations internationales décernées par la SABAM
- 2002 : Prix du meilleur jeune compositeur de film au World Soundtrack Awards

## Style
Le style, se décrit au mieux comme néo-tonal, Otterlei ne fuient pas les mélodies reconnaissables. Il emploie également les harmonies modernes et traditionnelles, intégrant consonance et dissonance dans un but fluide et logique. Ses structures rythmiques peuvent être complexes, mais elles sont également dépendantes de la métrique traditionnelle.

## Œuvres

### Symphonique
- Voyage merveilleux - Partie I (2011)
- Nouveaux commencements (2010)
- Horreur sur l'Orient Express (révisée pour la Suite 2009)
- Ouverture océan (2006)
- Vie en ville et la course (2002)
- Horreur sur l'Orient Express (intégrale 2000)

### Cuivres
- Voyage merveilleux - Partie I (2012)
- Nouveaux commencements (2012)
- Horreur sur l'Orient Express (Suite de la version 2012)

### Quintette à cordes
- Violence et passion (1994)

### Harpe et Soprano
- Prélude pour harpe et Sirène (2006)

### Musique de scène
- Eeuwige Sneeuw, musique pour la pièce de théâtre de Stefan Perceval (2010)

## Discographie
- 2012 : Voyage Merveilleux, Partie 1 – Single
- 2011 : Eeuwige Sneeuw, Bande son – CD
- 2010 : Nouveau départ Single
- 2006 : Où est le Mal rôde, Édition Spéciale – CD (re-release, avec une histoire exclusive écrit par Rhianna Pratchett)
- 2005 : Xyanide, la bande originale officielle – CD interactif[4]
- 2000 : Terreur sur l'Orient Express – CD[5]
- 1994: Where Evil Lurks [Là où le Mal se cache] – CD[6]
- 1993: Horreur Triptyque – mini CD[7]
- 1992 : Battlethemes – CD
- 1990 : Arthur – CD[8]

## Jeux
- 2010 : Les Flammes de la Vengeance, pour PC et Xbox 360, d'autres musique et sound design
- 2010 : Le Singe de Contes, pour PC : musique, ambiance et SFX (reçoit le Médée Prix 2011)[9]
- 2007 : Fairytale Fights (démo) : ambiance et effets sonores
- 2006 : Aqua Vita pour la PS3 de Sony : effets sonores
- 2006 : Mesmerize Distort pour la PS3 de Sony : ambiance et effets sonores
- 2006 : Xyanide: Resurrection, pour Sony PSP & PS2 : ambiance et effets sonores, plus musique pour l'animation du comics en bonus
- 2003 : Xyanide, pour la Xbox : partition musicale